# Gestoorde hengelaar
Gestoorde hengelaar (tiếng Anh: Disturbed Angler, tạm dịch: Kẻ phiền phức Angler) là phim viễn tưởng Hà Lan đầu tiên, do M.H. Laddé đạo diễn vào năm 1896 và được sản xuất bởi studio Eerst Nederlandsch Atelier tot het vervaardigen van Films voor de Bioscoop en Cinematograaf van M.H. Laddé en J.W. Merkelbach.

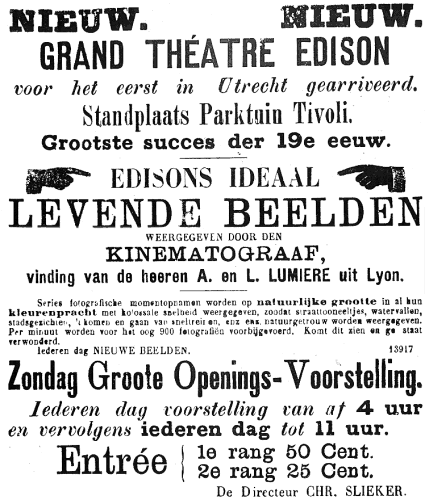
Quảng cáo cho rạp chiếu đứng của Christiaan Slieker trong Utrechtsch Dagblad

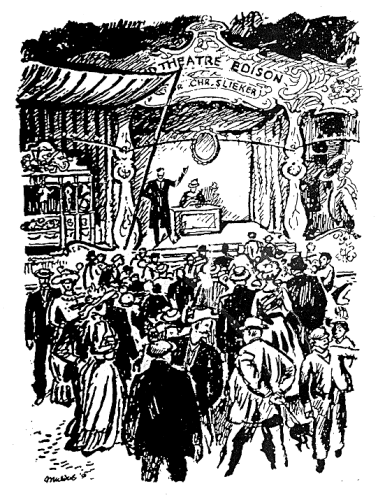
Rạp chiếu phim đứng của Christiaan Slieker Grand Théatre Edison đã chiếu phim Gestoorde hengelaar lần đầu tiên ở Utrecht, Hà Lan

Phim câm ngắn lần đầu tiên được chiếu ở rạp chiếu đứng Grand Théatre Edison của Christiaan Slieker vào Chủ nhật ngày 29 tháng 11 năm 1896 trong công viên Parktuin Tivoli ở Utrecht.
Bộ phim không được bảo quản và không có bức ảnh chụp về phim. Vì thế nó là phim thất lạc.
Người ta chỉ biết rằng Gestoorde hengelaar là một phim hài cường điệu (Lion Solser và Piet Hesse lúc đó là những diễn viên hài nổi tiếng của Hà Lan).
Phim được chiếu tại rạp của Slieker bằng máy quay phim, do H.O. Foersterling & Co từ Berlin, Đức. Một fairground organ phát nhạc cho phim.